# تپه گل کوزه
تپه گل کوزه مربوط به دوران پیش از تاریخ ایران باستان تا دوران‌های تاریخی پس از اسلام است و در شهرستان کنگاور، بخش مرکزی، روستای خمیس آباد واقع شده و این اثر در تاریخ ۳۰ تیر ۱۳۸۴ با شمارهٔ ثبت ۱۲۱۶۸ به‌عنوان یکی از آثار ملی ایران به ثبت رسیده است.